# Zhang Xiaoyou
Zhang Xiaoyou (23 aprile 2004) è una nuotatrice artistica cinese.

## Palmarès

### Coppa del Mondo
- 4 podi:
  - 1 vittoria (1 nella gara a squadre)
  - 2 secondi posti (2 nella gara a squadre)
  - 1 terzo posto (1 nella gara a squadre)

#### Coppa del mondo - vittorie
| Data           | Luogo   | Paese  | Disciplina   |
| -------------- | ------- | ------ | ------------ |
| 31 maggio 2024 | Markham | Canada | Team tecnico |